# Pouteria canaimaensis
Pouteria canaimaensis là một loài thực vật thuộc họ Sapotaceae. Đây là loài đặc hữu của Venezuela.